# Dutch Open 2006 - Qualificazioni singolare
Le qualificazioni del singolare  del Dutch Open 2006 sono state un torneo di tennis preliminare per accedere alla fase finale della manifestazione. I vincitori dell'ultimo turno sono entrati di diritto nel tabellone principale. In caso di ritiro di uno o più giocatori aventi diritto a questi sono subentrati i lucky loser, ossia i giocatori che hanno perso nell'ultimo turno ma che avevano una classifica più alta rispetto agli altri partecipanti che avevano comunque perso nel turno finale.
Le qualificazioni del torneo Dutch Open 2006 prevedevano 32 partecipanti di cui 4 sono entrati nel tabellone principale.

## Teste di serie
1. Olivier Patience (secondo turno)
2. Martín Vassallo Argüello (secondo turno)
3. Óscar Hernández (secondo turno)
4. Álex Calatrava (secondo turno)

1. Wayne Odesnik (ultimo turno)
2. Steve Darcis (Qualificato)
3. Jose-Antonio Sanchez-De Luna (primo turno)
4. Andreas Vinciguerra (Qualificato)

## Qualificati
1. Andreas Vinciguerra
2. Fabio Fognini

1. Steve Darcis
2. Juan Pablo Guzmán

## Tabellone

### Legenda
| - Q = Qualificato - WC = Wild card - LL = Lucky loser | - ALT = Alternate - SE = Special Exempt - PR = Protected Ranking | - w/o = Walkover - r = Ritirato - d = Squalificato |

### Sezione 1
|  | Primo turno       | Primo turno         | Primo turno         | Primo turno | Primo turno |  |  | Secondo turno | Secondo turno       | Secondo turno       | Secondo turno       | Secondo turno       |   |   | Ultimo turno | Ultimo turno    | Ultimo turno    | Ultimo turno | Ultimo turno |  |
|  |                   |                     |                     |             |             |  |  |               |                     |                     |                     |                     |   |   |              |                 |                 |              |              |  |
|  | 1                 | Olivier Patience    | 1                   | 6           | 7           |  |  |               |                     |                     |                     |                     |   |   |              |                 |                 |              |              |  |
|  |                   | Gianluca Naso       | 6                   | 4           | 64          |  |  | 1             | Olivier Patience    | 6                   | 2                   | 2                   |   |   |              |                 |                 |              |              |  |
|  | Clinton Thomson   | Clinton Thomson     | Clinton Thomson     | 6           | 7           |  |  |               | Clinton Thomson     | 4                   | 6                   | 6                   |   |   |              |                 |                 |              |              |  |
|  | Jesse Huta Galung | Jesse Huta Galung   | Jesse Huta Galung   | 3           | 5           |  |  |               |                     |                     |                     |                     |   |   |              | Clinton Thomson | Clinton Thomson | 4            | 2            |  |
|  | Bohdan Ulihrach   | Bohdan Ulihrach     | Bohdan Ulihrach     | 6           | 6           |  |  |               |                     | 8                   | Andreas Vinciguerra | Andreas Vinciguerra | 6 | 6 |              |                 |                 |              |              |  |
|  | Bart Beks         | Bart Beks           | Bart Beks           | 0           | 2           |  |  |               | Bohdan Ulihrach     | Bohdan Ulihrach     | 1                   | 3                   |   |   |              |                 |                 |              |              |  |
|  | 8                 | Andreas Vinciguerra | Andreas Vinciguerra | 6           | 6           |  |  | 8             | Andreas Vinciguerra | Andreas Vinciguerra | 6                   | 6                   |   |   |              |                 |                 |              |              |  |
|  |                   | Ladislav Chramosta  | Ladislav Chramosta  | 4           | 3           |  |  |               |                     |                     |                     |                     |   |   |              |                 |                 |              |              |  |

### Sezione 2
|  | Primo turno           | Primo turno                  | Primo turno                  | Primo turno | Primo turno |  |  | Secondo turno | Secondo turno            | Secondo turno            | Secondo turno | Secondo turno |   |   | Ultimo turno  | Ultimo turno  | Ultimo turno  | Ultimo turno | Ultimo turno |  |
|  |                       |                              |                              |             |             |  |  |               |                          |                          |               |               |   |   |               |               |               |              |              |  |
|  | 2                     | Martín Vassallo Argüello     | Martín Vassallo Argüello     | 6           | 7           |  |  |               |                          |                          |               |               |   |   |               |               |               |              |              |  |
|  |                       | Carlos Poch-Gradin           | Carlos Poch-Gradin           | 1           | 5           |  |  | 2             | Martín Vassallo Argüello | Martín Vassallo Argüello | 3             | 4             |   |   |               |               |               |              |              |  |
|  | Fabio Fognini         | Fabio Fognini                | Fabio Fognini                | 6           | 6           |  |  |               | Fabio Fognini            | Fabio Fognini            | 6             | 6             |   |   |               |               |               |              |              |  |
|  | Jan Minar             | Jan Minar                    | Jan Minar                    | 2           | 4           |  |  |               |                          |                          |               |               |   |   | Fabio Fognini | Fabio Fognini | Fabio Fognini | 6            | 6            |  |
|  | Michel Koning         | Michel Koning                | Michel Koning                | 6           | 6           |  |  |               |                          | Jérémy Chardy            | Jérémy Chardy | Jérémy Chardy | 4 | 4 |               |               |               |              |              |  |
|  | Benjamin Ebrahimzadeh | Benjamin Ebrahimzadeh        | Benjamin Ebrahimzadeh        | 2           | 3           |  |  | Michel Koning | Michel Koning            | Michel Koning            | 3             | 64            |   |   |               |               |               |              |              |  |
|  |                       | Jérémy Chardy                | Jérémy Chardy                | 6           | 6           |  |  | Jérémy Chardy | Jérémy Chardy            | Jérémy Chardy            | 6             | 7             |   |   |               |               |               |              |              |  |
|  | 7                     | Jose-Antonio Sanchez-De Luna | Jose-Antonio Sanchez-De Luna | 2           | 4           |  |  |               |                          |                          |               |               |   |   |               |               |               |              |              |  |

### Sezione 3
|  | Primo turno      | Primo turno      | Primo turno      | Primo turno | Primo turno |  |  | Secondo turno | Secondo turno   | Secondo turno   | Secondo turno | Secondo turno |   |   | Ultimo turno | Ultimo turno | Ultimo turno | Ultimo turno | Ultimo turno |  |
|  |                  |                  |                  |             |             |  |  |               |                 |                 |               |               |   |   |              |              |              |              |              |  |
|  | 3                | Óscar Hernández  | Óscar Hernández  | 7           | 6           |  |  |               |                 |                 |               |               |   |   |              |              |              |              |              |  |
|  |                  | Nicolas Coutelot | Nicolas Coutelot | 5           | 4           |  |  | 3             | Óscar Hernández | 6               | 3             | 5             |   |   |              |              |              |              |              |  |
|  | David Škoch      | David Škoch      | 5                | 6           | 4           |  |  |               | David Škoch     | 2               | 6             | 7             |   |   |              |              |              |              |              |  |
|  | Matwé Middelkoop | Matwé Middelkoop | 7                | 2           | 1r          |  |  |               |                 |                 |               |               |   |   |              | David Škoch  | David Škoch  | 5            | 1            |  |
|  | Gero Kretschmer  | Gero Kretschmer  | Gero Kretschmer  | 6           | 6           |  |  |               |                 | 6               | Steve Darcis  | Steve Darcis  | 7 | 6 |              |              |              |              |              |  |
|  | Peter Lucassen   | Peter Lucassen   | Peter Lucassen   | 2           | 4           |  |  |               | Gero Kretschmer | Gero Kretschmer | 64            | 3             |   |   |              |              |              |              |              |  |
|  | 6                | Steve Darcis     | Steve Darcis     | 6           | 6           |  |  | 6             | Steve Darcis    | Steve Darcis    | 7             | 6             |   |   |              |              |              |              |              |  |
|  |                  | Nicolás Todero   | Nicolás Todero   | 3           | 4           |  |  |               |                 |                 |               |               |   |   |              |              |              |              |              |  |

### Sezione 4
|  | Primo turno        | Primo turno        | Primo turno        | Primo turno        | Primo turno |  |  | Secondo turno | Secondo turno      | Secondo turno      | Secondo turno | Secondo turno |   |    | Ultimo turno | Ultimo turno      | Ultimo turno | Ultimo turno | Ultimo turno |  |
|  |                    |                    |                    |                    |             |  |  |               |                    |                    |               |               |   |    |              |                   |              |              |              |  |
|  | 4                  | Álex Calatrava     | Álex Calatrava     | 6                  | 6           |  |  |               |                    |                    |               |               |   |    |              |                   |              |              |              |  |
|  |                    | Mohammad Ghareeb   | Mohammad Ghareeb   | 3                  | 4           |  |  | 4             | Álex Calatrava     | Álex Calatrava     | 65            | 3             |   |    |              |                   |              |              |              |  |
|  | Juan Pablo Guzmán  | Juan Pablo Guzmán  | Juan Pablo Guzmán  | 6                  | 7           |  |  |               | Juan Pablo Guzmán  | Juan Pablo Guzmán  | 7             | 6             |   |    |              |                   |              |              |              |  |
|  | Gustavo Marcaccio  | Gustavo Marcaccio  | Gustavo Marcaccio  | 4                  | 5           |  |  |               |                    |                    |               |               |   |    |              | Juan Pablo Guzmán | 3            | 6            | 7            |  |
|  | Antal Van Der Duim | Antal Van Der Duim | Antal Van Der Duim | Antal Van Der Duim | 2           |  |  |               |                    | 5                  | Wayne Odesnik | 6             | 3 | 65 |              |                   |              |              |              |  |
|  | Nick Van Der Meer  | Nick Van Der Meer  | Nick Van Der Meer  | Nick Van Der Meer  | 3r          |  |  |               | Antal Van Der Duim | Antal Van Der Duim | 1             | 3             |   |    |              |                   |              |              |              |  |
|  | 5                  | Wayne Odesnik      | Wayne Odesnik      | 6                  | 6           |  |  | 5             | Wayne Odesnik      | Wayne Odesnik      | 6             | 6             |   |    |              |                   |              |              |              |  |
|  |                    | Romano Frantzen    | Romano Frantzen    | 1                  | 0           |  |  |               |                    |                    |               |               |   |    |              |                   |              |              |              |  |